# Сургут (станция)
Сургут — крупная железнодорожная станция Свердловской железной дороги в городе Сургут Ханты-Мансийского автономного округа — Югра.
Открыта в 1978 году. Станция стала центром Сургутского региона Свердловской железной дороги. К станции также примыкают: эксплуатационное локомотивное депо Сургут ТЧЭ-18, вагонное эксплуатационное депо Сургут ВЧДЭ-20, Сургутская дистанция пути ПЧ-31, Сургутская дистанция электроснабжения ЭЧ-13, Сургутская дистанция СЦБ ШЧ-20, путевая машинная станция ПМС-254.
Через Сургут проходят поезда, на север и восток (в Новый Уренгой, Нижневартовск) на юго-запад (в Тюмень, Москву, Новосибирск, Уфу, Челябинск, Екатеринбург). Здание вокзального комплекса станции Сургут построено в 1988 году, его общая площадь — 5900 м². В комплекс входят: кассовый зал, 2 зала ожидания, комнаты отдыха для пассажиров, ресторан и багажное отделение.

## Дальнее следование по станции
По состоянию на март 2024 года через станцию курсируют следующие поезда дальнего следования:

### Круглогодичное движение поездов
| № поезда     | Маршрут движения             | № поезда     | Маршрут движения             |
| ------------ | ---------------------------- | ------------ | ---------------------------- |
| 11 «Ямал»    | Новый Уренгой — Москва       | 12 «Ямал»    | Москва — Новый Уренгой       |
| 49 «Малахит» | Сургут — Екатеринбург        | 50 «Малахит» | Екатеринбург — Сургут        |
| 59           | Сургут — Москва              | 60           | Москва — Сургут              |
| 85 «Тюмень»  | Нижневартовск — Москва       | 86 «Тюмень»  | Москва — Нижневартовск       |
| 87           | Нижневартовск — Самара       | 88           | Самара — Нижневартовск       |
| 93           | Нижневартовск — Барнаул      | 94           | Барнаул — Нижневартовск      |
| 99           | Сургут — Екатеринбург        | 100          | Екатеринбург — Сургут        |
| 101          | Нижневартовск — Пенза        | 102          | Пенза — Нижневартовск        |
| 107          | Нижневартовск — Волгоград    | 108          | Волгоград — Нижневартовск    |
| 109          | Новый Уренгой — Москва       | 110          | Москва — Новый Уренгой       |
| 125 «Обь»    | Новый Уренгой — Новосибирск  | 126 «Обь»    | Новосибирск — Новый Уренгой  |
| 137          | Нижневартовск — Новокузнецк  | 138          | Новокузнецк — Нижневартовск  |
| 143          | Нижневартовск — Уфа          | 144          | Уфа — Нижневартовск          |
| 147          | Нижневартовск — Астрахань    | 148          | Астрахань — Нижневартовск    |
| 309          | Новый Уренгой — Екатеринбург | 310          | Екатеринбург — Новый Уренгой |
| 331          | Новый Уренгой — Уфа          | 332          | Уфа — Новый Уренгой          |
| 341          | Нижневартовск — Оренбург     | 342          | Оренбург — Нижневартовск     |
| 345          | Нижневартовск — Адлер        | 346          | Адлер — Нижневартовск        |
| 377          | Новый Уренгой — Казань       | 378          | Казань — Новый Уренгой       |
| 379          | Новый Уренгой — Оренбург     | 380          | Оренбург — Новый Уренгой     |

### Сезонное движение поездов
| № поезда | Маршрут движения      | № поезда | Маршрут движения      |
| -------- | --------------------- | -------- | --------------------- |
| 589      | Новый Уренгой — Адлер | 590      | Адлер — Новый Уренгой |